# SONY Master
SONY Master（ソニー・マスター）はかつてソニー（現・ソニーグループ）が1986年（昭和61年）から1999年（平成11年）まで製造・販売していたハイポジション用、およびメタルポジション用最高級コンパクトカセットの各種シリーズの商標である。

## 概要
TDKのSA-XG（ただし、欧州市場専売）、およびMA-R、MA-XG、日立マクセル（現・マクセル）のMetal Vertexなどと同様高級カセットテープの立ち位置となっており、HF-PROやUX-PRO、Metal-ESなどのワンランク上のカセットとなっている。現在ではすでに終売しておりオークション等では骨董品レベル(いわゆるレア物)として扱われ高騰が止まらない現状である。

## UX Master
1987年（昭和62年）4月発売。ハーフが全身セラミック製であり、HF-PRO,UX-PROにも搭載されているセラミックテープガイドも搭載。これはテープの録音再生時、テープとヘッドの接触が不均一になったり、デッキなどの外部振動が発生し、音の濁りの原因となる変調ノイズを減らすことが目的である。(1987年4月当時の広告)またハーフの素材の都合上、爪を折ることができなくなったため、新アイデアとして取り外して再びつけるプラグ式となった。ハーフへの書き込みは、下記のシリーズを含めすべてにおいてインスタントレタリングでの印字となっている。価格に関しては 46分800円　60分1000円　90分1400円である。1991年（平成3年）5月にES・Ⅱに統合される形で生産・出荷終了。

## Metal Master
1986年（昭和61年）11月に上記のUX Masterに先行する形で発売。カセットハーフの仕様はカセットハーフ上部にあるオートテープセレクター用自動検出孔の種類の違いを除き、上記のUX Masterとほぼ同一である。価格に関しては、46分1,400円　60分1,600円　90分1,900円である。当時のキャッチコピーは「頂点を目指した音」であった
。1993年（平成5年）9月に後述するSuper Metal Masterに統合される形で生産・出荷終了。

## Super Metal Master
1993年（平成5年）9月に最後の最高級テープとして発売された。前回と同様のハーフだが違う点はケースである。プラスチックケースから金属製の(アルミ製)立派な箱へと進化した。価格については46分で税別2,000円、60分で税別2,300円、90分で税別2,600円という高価格でこの当時、同社から発売されていたDAT用ブランクテープのDT-120（標準モード録音時120分、税別1,600円）に比較して1分あたりの録音時間のランニングコストがより一層割高であり、決して手軽に使える金額ではなく特別な高級感・高音質をより一層際立たせたものだった。1998年（平成10年）6月を以て生産・出荷を終了し、2000年（平成12年）末までに流通・販売を終了した。ただし、ホームページへの掲載は1999年（平成11年）年6月頃まで行われていた。